# ایزولا ریتزا
ایزولا ریتزا (به ایتالیایی: Isola Rizza) یک کومونه در ایتالیا است که در استان ورونا واقع شده‌است. ایزولا ریتزا ۱۶٫۸ کیلومتر مربع مساحت و ۲٬۹۷۷ نفر جمعیت دارد و ۲۳ متر بالاتر از سطح دریا واقع شده‌است.